# Акбулацький сільський округ (Жанасемейський район)
Акбула́цький сільський округ (каз. Ақбұлақ ауылдық округі, рос. Акбулакский сельский округ) — адміністративна одиниця у складі Жанасемейського району Абайської області Казахстану. Адміністративний центр — село Акбулак.
Населення — 459 осіб (2021; 667 у 2009, 1111 у 1999, 1553 у 1989).
Станом на 1989 рік існувала Акбулацька сільська рада (села Акбулак, Карашилік), село Соціалістік-Казахстан перебувало у складі Саргалдацької сільради Абайського району. 1990 року до складу новоутвореного Абралинського району увійшли Акбулацька сільрада (села Акбулак, Карашилік) та частина Саргалдацької сільради (село Соціалістік-Казахстан), яка утворила Саргалдацьку сільраду. Станом на 1999 рік існували Акбулацький сільський округ (село Акбулак) та Танатський сільський округ (села Соціалістік-Казахстан, Танат) з центром у селі Соціалістік-Казахстан (станом на 2009 рік центром округу було село Танат). 2017 року до складу округу була приєднана територія ліквідованого Танатського сільського округу. Село Соціалістік-Казахстан було ліквідовано 2020 року.

## Склад
До складу округу входять такі населені пункти:
| Населений пункт             | Старі назви | Населення, осіб (1989) | Населення, осіб (1999) | Населення, осіб (2009) | Населення, осіб (2021) |
| --------------------------- | ----------- | ---------------------- | ---------------------- | ---------------------- | ---------------------- |
| Акбулак, село               | -           | 1128                   | 740                    | 421                    | 388                    |
| Карашилік, село             | -           | 140                    | -                      | -                      | -                      |
| Соціалістік-Казахстан, село | -           | 285                    | 248                    | 91                     | -                      |
| Танат, село                 | -           | -                      | 123                    | 155                    | 71                     |